# Marcipa pulchra
Marcipa pulchra är en fjärilsart som beskrevs av Pierre Joseph Pelletier 1978. Marcipa pulchra ingår i släktet Marcipa och familjen nattflyn. Inga underarter finns listade i Catalogue of Life.